# غيتان دوغا
غيتان دوغا (بالفرنسية: Gaëtan Dugas)‏‏ (20 فبراير 1953 في مدينة كيبك - 30 مارس 1984 في مدينة كيبك)؛ مضيف طيران من كندا. أُصيب بفيروس العوز المناعي البشري، وعُدَّ بوصفه الحالة رقم صفر أو الحالة الرئيسية المسبّبة لانتشار الإيدز في الولايات المتحدة، ؛ وذلك وفقًا لمجلة نيتشر. أُثيرت قضية إصابته بالمرض، لاحقًا، لتكون واحدة من قضايا عديدة ذات صلة، بدأت بالانتشار في عقد السبعينيات في الولايات المتحدة الأمريكية.